# Daniel Wende
Daniel Wende (ur. 24 lipca 1984 w Essen) – niemiecki łyżwiarz figurowy, startujący w parach sportowych z żoną Maylin Hausch Wende. Uczestnik igrzysk olimpijskich (2010, 2014), medalista zawodów z cyklu Grand Prix oraz dwukrotny mistrz Niemiec (2010, 2012).
Wende poślubił swoją partnerkę sportową Maylin Hausch 6 czerwca 2013 roku.

## Osiągnięcia

### Z Maylin Wende

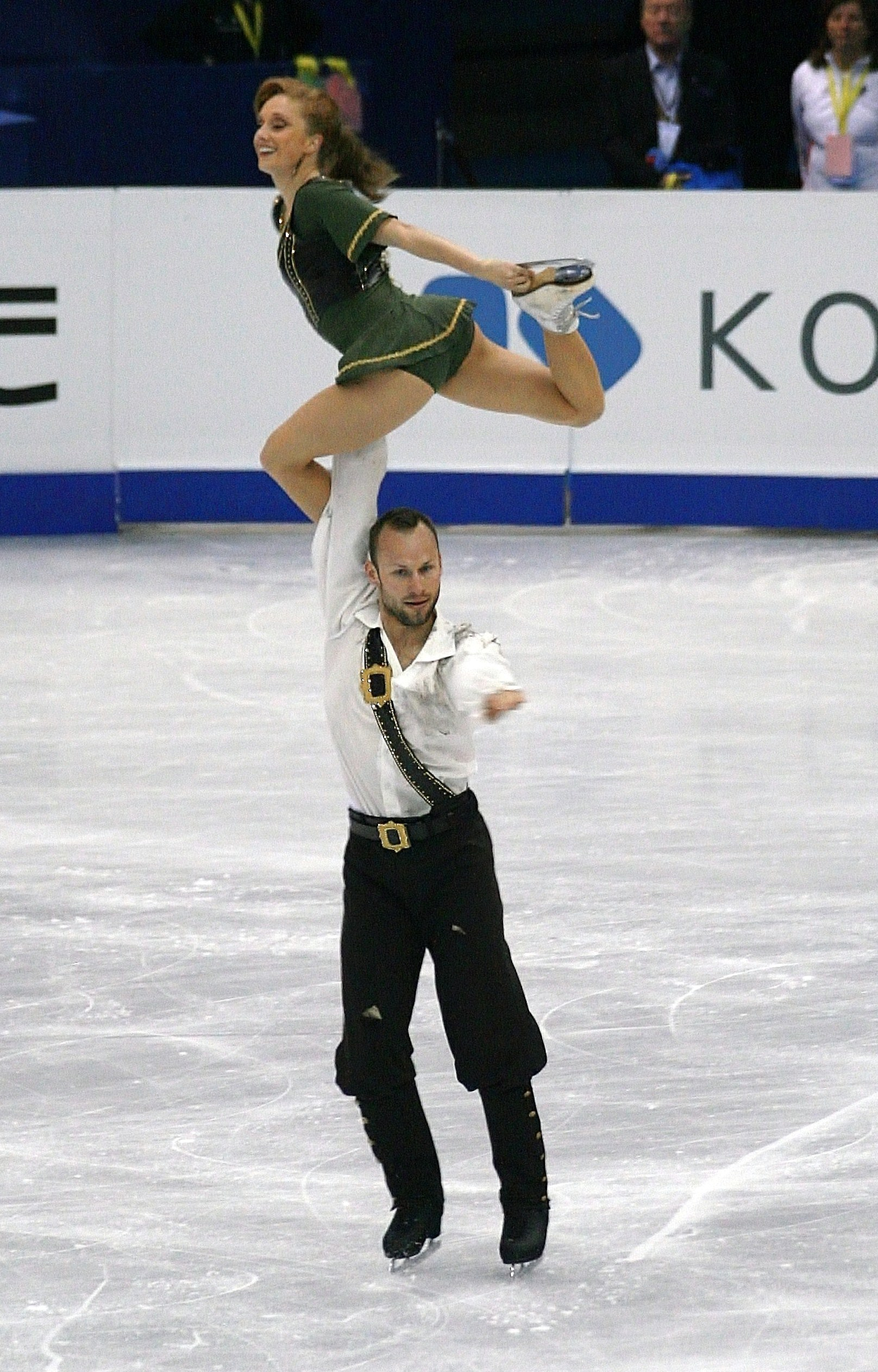
Hausch i Wende na mistrzostwach świata 2012

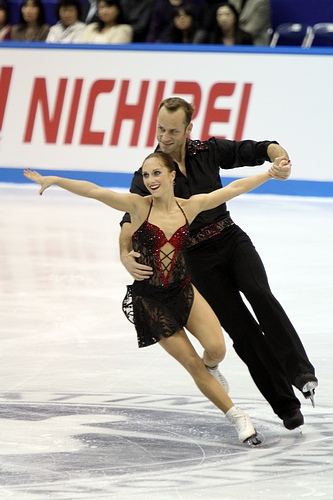
Hausch i Wende na zawodach NHK Trophy 2010

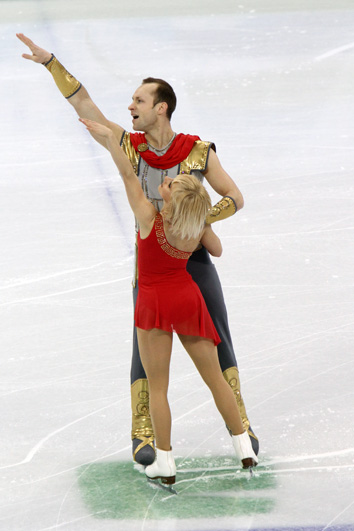
Hausch i Wende na igrzyskach olimpijskich 2010

| Zawody                    | 08–09          | 09–10          | 10–11          | 11–12          | 12–13          | 13–14          |                |                |                |                |                |                |                |                |                |                |                |
| Międzynarodowe            | Międzynarodowe | Międzynarodowe | Międzynarodowe | Międzynarodowe | Międzynarodowe | Międzynarodowe | Międzynarodowe | Międzynarodowe | Międzynarodowe | Międzynarodowe | Międzynarodowe | Międzynarodowe | Międzynarodowe | Międzynarodowe | Międzynarodowe | Międzynarodowe | Międzynarodowe |
| ------------------------- | -------------- | -------------- | -------------- | -------------- | -------------- | -------------- | -------------- | -------------- | -------------- | -------------- | -------------- | -------------- | -------------- | -------------- | -------------- | -------------- | -------------- |
| Igrzyska olimpijskie      |                | 17             |                |                |                | 13             |                |                |                |                |                |                |                |                |                |                |                |
| Mistrzostwa świata        | 15             | 14             | 12             | 13             |                | 13             |                |                |                |                |                |                |                |                |                |                |                |
| Mistrzostwa Europy        | 8              | 9              | 6              | 7              | WD             | 6              |                |                |                |                |                |                |                |                |                |                |                |
| GP NHK Trophy             |                |                | 7              |                |                |                |                |                |                |                |                |                |                |                |                |                |                |
| GP Rostelecom Cup         |                |                |                | WD             | WD             |                |                |                |                |                |                |                |                |                |                |                |                |
| GP Skate America          |                |                |                | 8              |                |                |                |                |                |                |                |                |                |                |                |                |                |
| GP Trophée Éric Bompard   |                |                | 3              |                |                |                |                |                |                |                |                |                |                |                |                |                |                |
| Bavarian Open             |                |                | 1              | 1              |                |                |                |                |                |                |                |                |                |                |                |                |                |
| Ice Challenge             |                | 4              | 1              |                |                | 2              |                |                |                |                |                |                |                |                |                |                |                |
| International Cup of Nice |                |                |                |                |                | 3              |                |                |                |                |                |                |                |                |                |                |                |
| Nebelhorn Trophy          |                | 7              | 5              | 4              |                | 2              |                |                |                |                |                |                |                |                |                |                |                |
| Memoriał Ondreja Nepeli   |                | 1              |                |                |                |                |                |                |                |                |                |                |                |                |                |                |                |
| Krajowe                   |                |                |                |                |                |                |                |                |                |                |                |                |                |                |                |                |                |
| Mistrzostwa Niemiec       | 2              | 1              | WD             | 1              | WD             | 2              |                |                |                |                |                |                |                |                |                |                |                |
| Zawody drużynowe          |                |                |                |                |                |                |                |                |                |                |                |                |                |                |                |                |                |
| Igrzyska olimpijskie      |                |                |                |                |                | 8              |                |                |                |                |                |                |                |                |                |                |                |

### Z Jekatieriną Wasilijewą
| Mistrzostwa Niemiec | 3 |

### Z Rebeccą Handke
| Zawody                                | 01–02          | 02–03          | 03–04          | 04–05          | 05–06          | 06–07          |                |                |                |                |                |                |                |                |                |                |                |
| Międzynarodowe                        | Międzynarodowe | Międzynarodowe | Międzynarodowe | Międzynarodowe | Międzynarodowe | Międzynarodowe | Międzynarodowe | Międzynarodowe | Międzynarodowe | Międzynarodowe | Międzynarodowe | Międzynarodowe | Międzynarodowe | Międzynarodowe | Międzynarodowe | Międzynarodowe | Międzynarodowe |
| ------------------------------------- | -------------- | -------------- | -------------- | -------------- | -------------- | -------------- | -------------- | -------------- | -------------- | -------------- | -------------- | -------------- | -------------- | -------------- | -------------- | -------------- | -------------- |
| Mistrzostwa Europy                    |                | 13             | 10             | 6              | 8              | 12             |                |                |                |                |                |                |                |                |                |                |                |
| GP Skate America                      |                |                |                |                | 7              |                |                |                |                |                |                |                |                |                |                |                |                |
| GP Trophée Éric Bompard               |                |                |                |                | 8              |                |                |                |                |                |                |                |                |                |                |                |                |
| Bofrost Cup on Ice                    |                |                | 4              | 3              |                |                |                |                |                |                |                |                |                |                |                |                |                |
| Nebelhorn Trophy                      |                |                |                |                | 7              |                |                |                |                |                |                |                |                |                |                |                |                |
| Międzynarodowe: Kategorie młodzieżowe |                |                |                |                |                |                |                |                |                |                |                |                |                |                |                |                |                |
| Mistrzostwa świata juniorów           |                |                | 11             | WD             |                |                |                |                |                |                |                |                |                |                |                |                |                |
| JGP w Chorwacji                       |                |                | 7              |                |                |                |                |                |                |                |                |                |                |                |                |                |                |
| JGP w Niemczech                       |                | 8              |                |                |                |                |                |                |                |                |                |                |                |                |                |                |                |
| JGP w Polsce                          |                |                | 7              |                |                |                |                |                |                |                |                |                |                |                |                |                |                |
| JGP w Serbii                          |                |                |                | 8              |                |                |                |                |                |                |                |                |                |                |                |                |                |
| Olimpijski festiwal młodzieży Europy  |                | 2              |                |                |                |                |                |                |                |                |                |                |                |                |                |                |                |
| Mistrzostwa nordyckie                 |                |                |                | 2 J            |                |                |                |                |                |                |                |                |                |                |                |                |                |
| Krajowe                               |                |                |                |                |                |                |                |                |                |                |                |                |                |                |                |                |                |
| Mistrzostwa Niemiec                   | 1 N            | 1 J            | 1 J            | 2              | 2              |                |                |                |                |                |                |                |                |                |                |                |                |

## Programy
Maylin Wende / Daniel Wende
| Sezon   | Program krótki (SP) | Program dowolny (FS)                                                                                             |
| ------- | --- | --- |
| 2013–14 | - November Rain – David Garrett choreografia: Anżelika Kryłowa, Pasquale Camerlengo                                                          | - Wasza wysokość medley – Steve Jablonsky choreografia: Anżelika Kryłowa, Pasquale Camerlengo                    |
| 2011–12 | - Music (is My First Love) – John Miles choreografia: Pasquale Camerlengo, Natasha Devisch                                                   | - Wasza wysokość medley – Steve Jablonsky choreografia: Pasquale Camerlengo, Natasha Devisch                     |
| 2010–11 | - El Tango de Roxanne (z filmu Moulin Rouge!) – Nicole Kidman, Ewan McGregor, Jacek Koman choreografia: Pasquale Camerlengo, Natasha Devisch | - Książę Persji: Piaski czasu medley – Harry Gregson-Williams choreografia: Pasquale Camerlengo, Natasha Devisch |
| 2009–10 | - Black Machine (z filmu Zatańcz ze mną) - Move to the Big Band – Ben Liebrand choreografia: Frank Dehne, Rostisław Sinicyn, Natasha Devisch | - Aleksander medley – Vangelis choreografia: Frank Dehne, Rostisław Sinicyn, Natasha Devisch                     |
| 2008–09 | - Black Machine (z filmu Zatańcz ze mną) - Move to the Big Band – Ben Liebrand choreografia: Frank Dehne, Rostisław Sinicyn                  | - Aleksander medley – Vangelis choreografia: Frank Dehne, Rostisław Sinicyn                                      |